# 이슬람 국가에서 유대인 추방

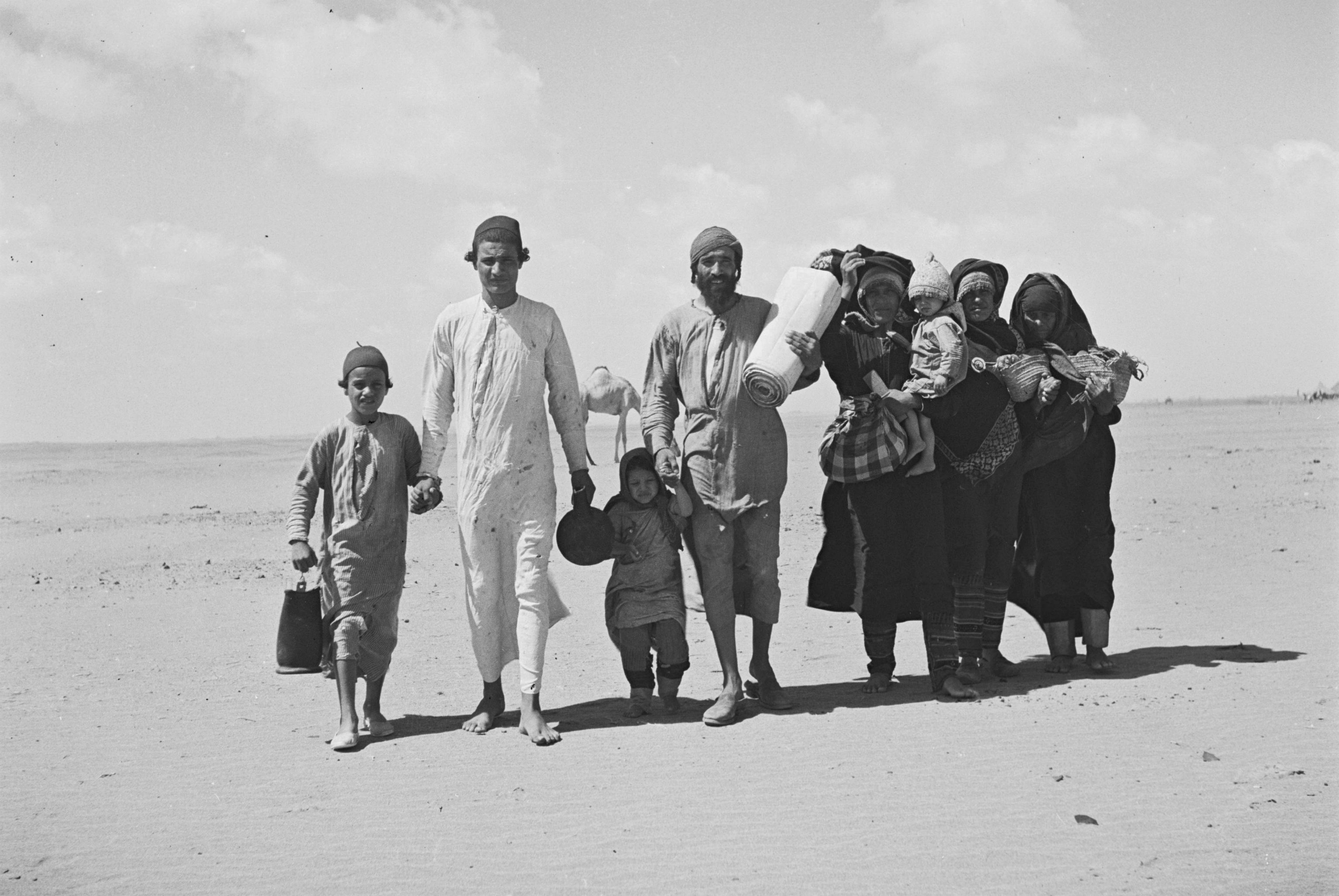

이슬람 국가에서 유대인 추방은 이슬람 국가에서 많은 유대인이 추방, 퇴거당하거나, 피난한 것을 말한다. 850,000명의 유대인이 추방된 것으로 알려져 있다. 주로 스파라드와 미즈라흐 유대인으로, 1948년에서 1970년대 초반에 주로 이루어졌다. 최근의 주요 추방 사건은 이슬람 혁명의 결과로 1979년과 1980년 이란에서 일어났다.